# محمد امین افندی زند
محمد امین پسر احمد افندی زند (مرگ ۱۲۸۵ ه‍.ق برابر با ۱۸۶۸ م)، از خاندان زند، از روحانیان نامی عراق بود که سرپرستی انجمن فتوا در آیین فقه حنفی را در بغداد برای مدت‌ها در دست داشت. به آستانه در ترکیه رفت و سلطان عثمانی او را قاضی مکه و عضو انجمن رای زنی کرد.